# Rauf & Faik
Rauf & Faik (Рауф и Фаик) — российский музыкальный дуэт из Ижевска, состоящий из братьев-двойняшек Рауфа и Фаика Мирзаевых.
Идея и проект Rauf & Faik принадлежит самим ребятам. Братья являются композиторами и авторами своих песен (на русском и английских языках).

## Биография

### Детство
Двойняшки Рауф и Фаик Мирзаевы родились в Ижевске 7 июля 1999 года.
По национальности они азербайджанцы. Как рассказывают сами братья, музыкальный талант им передался по наследству. Они никогда и не видели своего ныне покойного дедушку по материнской линии, но он был оперным певцом и директором оперного театра в Баку. По отцовской линии происходят из Физули.
Заниматься музыкой ребята начали в 4 года.

Фаик: Наш сосед увидел, что мы музыкальные пацаны, попросил папу отвезти нас в музыкальный колледж, который у нас в Ижевске находится. Папа отвез, и мы стали играть на фортепиано. До восьми лет играли, потом начали заниматься вокалом.

В 4 года Рауф и Фаик начали заниматься музыкой, она стала неотъемлемой частью их жизни. Ребята начали свой путь с музыкального колледжа - сильнейшего музыкального образовательного учреждения в Удмуртии. Там они начали играть на фортепиано. Талант у ребят проявился сразу – в 6 лет при поступлении ребята уже играли сложные произведения из программы 3-го класса музыкальной школы. Братья успешно сдали экзамены, но мест для обоих не хватило. Было принято решение вместе пойти в городскую Детскую Школу Искусств им. П.И. Чайковского №2, поступить на фортепианное отделение.
Во втором классе общеобразовательной школы №68 учительница Рауфа и Фаика разглядела в ребятах вокальные данные, после чего они начали выступать на школьных мероприятиях. Одно из таких мероприятий, день учителя 2008 года, посетила Ольга Николаевна Наговицына – преподаватель Дома детского творчества. Она пригласила братьев на прослушивание в свою вокальную студию. Несколько лет Рауф и Фаик выигрывали множество вокальных конкурсов и одновременно учились в музыкальной школе на фортепианном отделении, а потом и вокальном, посвящали себя музыке целиком и полностью.

Фаик: Мы плохо учились в школе, у меня в пятом классе чуть ли не девять двоек было. Я школу не любил. Там люди не думают о том, что человеку не нужна геометрия, что он может музыкой заниматься. А мы всю жизнь участвовали в конкурсах музыкальных, ездили на концерты. На самом деле, множество концертов отыграли. Короче, тратили всю жизнь на это.

После шестого класса Rauf&Faik перешли в эстрадную студию «Выше радуги», с которой побывали на гастролях в Санкт-Петербурге, Эстонии, Финляндии, Швеции и Италии. В 2015 году братья окончили музыкальную школу с красными дипломами.

Rauf & Faik: нужно понимать, что наше творчество – это не результат занятий в музыкалке. Нет. Мы такими родились, мы так чувствуем. У нас, кстати, вообще музыкальная семья: брат нашего дедушки был оперным певцом, даже работал директором оперного театра в городе Баку. Мама тоже очень талантливый человек, хорошо разбирается в музыке. Она отлично владеет фортепиано и таким интересным азербайджанским инструментом как канун[1].

### Юность. Начало карьеры
Ещё когда братья учились в школе, они подрабатывали певцами в кафе. Парни исполняли очень  разный репертуар и работали так с 2014 по 2018 годы.

— Что сложного в такой работе?

Рауф: Неприятно, когда люди это не ценят. Проявляют неуважение, кричат, орут. Говорят: “Спой что-то нормальное”. Хотя у тебя работа — петь джаз.

Фаик: Можно сказать, что когда мы туда приходили, мы много занимались вокалом. Упражнялись. По три часа два раза в неделю.

Свой первый клип братья сняли на песню «Love remind yesterday». Клип был замечен, собрал несколько сотен лайков и к ним стали поступать предложения выступить на разных площадках.
В конце 2015 года ребята были замечены руководством телеканала «Музыка Первого», а уже в мае 2016г. они приняли участие в фестивале «Маевка Лайв»[1].

Рауф: Нас вообще заметил изначально Борис – директор канала «Музыка Первого» еще в конце 2015 года. Он откуда-то нашел мой номер, позвонил и предложил выступить на мероприятии к Новому Году – Snow Party. Нас как-то оценили и после выхода песни «Не нужны мне слова» пригласили на первую "Маевку". А потом 11 класс, ЕГЭ, мы окончили музыкальную школу и временно перестали записываться. Песню «Не нужны мне слова» мы записали как раз там [1].

В 2016 году у дуэта вышел второй клип, «Не нужны мне слова».
Первой же по-настоящему «выстрелившей» стала песня «Я люблю тебя».

— Свои песни писали сначала на английском?

Фаик: Ну цель-то у нас, так или иначе — писать на английском. На русском мы случайно написали песню “Я люблю тебя”. Сидели, у меня как раз произошла ситуация с девушкой — ну такая, как в песне поется. Я пришел на студию, говорю Рауфу: “Братан, мне хреново, давай что-нибудь напишем”. Мы очень быстро написали эту песню и выпустили. Дальше пошло-поехало. А до этого у нас был глобальный план — снять клип на английскую песню.

— “Я люблю тебя” сразу выстрелила?

Рауф: Нет, она постепенно набирала обороты. Мы даже не думали, что так произойдет.

Фаик: Она стала популярной, но на нее не было лицензии. И как только появилась лицензия, грубо говоря, когда обложка появилась у нее, она попала в топ.

В итоге песня «Я люблю тебя» займет 28 место в топе популярных треков социальной сети «ВКонтакте» в 2018 году
Дебютный альбом группы вышел в 2018 году, назывался так же «Я люблю тебя». Как рассказывают братья, в его продвижение они вложили всего 1500 рублей.

Фаик: 900 рублей вложили в таргет, 600 рублей в нативку. Есть паблики для девочек большие, вот на два поста в них раскинули. Через неделю видим: “Детство” в топе. Мы сразу понимали, что “Детство” будет самой хитовой песней.

Песня «Детство» действительно стала очень популярной, постепенно обогнала множество именитых исполнителей в рейтингах и, в конце концов, поднялась на первое место.

Фаик: У нас основная аудитория слушателей — школьники от 11 до 18 лет, они все Вконтакте сидят.

15 марта 2019 года у дуэта вышел второй альбом «PAIN & MEMORIES». (Альбом был выложен в «ВКонтакте» и его музыкальном сервисе BOOM.)

— Долго его писали?

Фаик: Очень быстро — всего три недели. Каждый день делали по песне, без перерыва этим занимались. Даже впадали в некоторую депрессию, потому что было очень мало времени, а хотелось сделать хорошо.

Альбом дебютировал на 8-м месте чарта Apple Music.
В 2018 году дуэт объездил с концертным туром 21 город, в апреле 2019 года начал новый тур по городам России.

- К чему вы стремитесь в творческом плане?
Rauf&Faik: Для каждого из нас главное – оставаться самим собой. Мы хотим, чтобы наше творчество могло повлиять на людей. Но в то же время не всегда стоит гнуть свою линию. Иногда нужно притормозить и проявить терпение, чтобы никому не причинить боль, в том числе и себе.
Вообще, человек, который несется сломя голову напролом, не самый умный. Нужно уметь лавировать, иногда сбрасывать скорость, чтобы не задеть ничьи чувства. Мы не одни в этом мире живем. Иногда можно прогнуться под какие-либо обстоятельства, или человека, проявить терпение, чтобы никто не пострадал. А вообще, наш девиз по жизни – I swear to God, I’m moving on («Клянусь, я продолжу свой путь»). Нам вообще часто приходилось слышать в детстве что-то типа: «Вы действительно думаете, что у вас что-то получится? Это же смешно!». Но нас это никогда не останавливало. У нас была и есть мечта, и мы продолжаем к ней идти[1].

## Музыкальные влияния и стиль
Росли братья на музыке 90-х годов: R&B, поп, соул, Брайан Макнайт, Майкл Джексон. Согласно профилю на сайте «Музыки Первого», своими кумирами называют Сэма Смита и Майкла Джексона. XXXTentacion, по словам Фаика, много для них значит и очень вдохновляет.
По данным телеканала «Музыка Первого», диапазон голосов Рауфа и Фаика четыре с половиной октавы.

## Дискография
| Оценки критиков | Оценки критиков |
| Источник        | Оценка          |
| --------------- | --------------- |
| Lenta.ru        | Без оценки      |

### Альбомы
| №   | Название                               | Длительность |
| --- | -------------------------------------- | ------------ |
| 1.  | «Что между нами»                       |              |
| 2.  | «Мосты»                                |              |
| 3.  | «Апрель (feat. Интакто)»               |              |
| 4.  | «Было бы лето»                         |              |
| 5.  | «Вечера»                               |              |
| 6.  | «Где моя любимая»                      |              |
| 7.  | «Голубые глаза»                        |              |
| 8.  | «Наркотики и алкоголь (feat. Интакто)» |              |
| 9.  | «Детство»                              |              |
| 10. | «Просто друг мой»                      |              |
| 11. | «Мама»                                 |              |
| 12. | «Скажи мне как ты любишь меня»         |              |
| 13. | «5 минут»                              |              |
| 14. | «Солнце»                               |              |
| 15. | «Я огонь ты вода»                      |              |
| 16. | «Которую любишь»                       |              |
| 17. | «Я люблю тебя»                         |              |

| №   | Название                      | Длительность |
| --- | ----------------------------- | ------------ |
| 1.  | «OLA»                         |              |
| 2.  | «Где солнца нет»              |              |
| 3.  | «Любишь и не любишь»          |              |
| 4.  | «My Pain My Pain»             |              |
| 5.  | «Не так красива»              |              |
| 6.  | «Метро»                       |              |
| 7.  | «Lonely (feat. Foreign Vill)» |              |
| 8.  | «Вальс»                       |              |
| 9.  | «Что такое любовь?»           |              |
| 10. | «Моя звезда»                  |              |
| 11. | «Из-за тебя»                  |              |
| 12. | «Просто любовь»               |              |
| 13. | «Извини меня»                 |              |

| №   | Название                                 | Длительность |
| --- | ---------------------------------------- | ------------ |
| 1.  | «Dream about..»                          |              |
| 2.  | «Goodbye»                                |              |
| 3.  | «Несутся часы счастливые (feat. Lyolya)» |              |
| 4.  | «Вотсап»                                 |              |
| 5.  | «Где же ты была»                         |              |
| 6.  | «Delete»                                 |              |
| 7.  | «Унесённые ветрами»                      |              |
| 8.  | «Lola»                                   |              |
| 9.  | «Карнавал»                               |              |
| 10. | «Money Money»                            |              |
| 11. | «Случайная любовь»                       |              |
| 12. | «Самолёт (feat. Интакто)»                |              |

| №   | Название                    | Длительность |
| --- | --------------------------- | ------------ |
| 1.  | «Время летит»               |              |
| 2.  | «Дракон на воле»            |              |
| 3.  | «Первый поцелуй»            |              |
| 4.  | «Кусочек пиццы»             |              |
| 5.  | «Там, где мы с тобой»       |              |
| 6.  | «Она звонила мне»           |              |
| 7.  | «This Game (feat. Интакто)» |              |
| 8.  | «Навсегда»                  |              |
| 9.  | «Ошибка»                    |              |
| 10. | «Бутафория»                 |              |
| 11. | «Горит душа»                |              |

### Синглы и избранные песни
| Год  | Название                                                        | Чарты                           | Чарты                 | Чарты                   | Примечания                 |
| Год  | Название                                                        | СНГ                             | СНГ                   | СНГ                     | Примечания                 |
| Год  | Название                                                        | TopHit Top Radio & YouTube Hits | TopHit Top Radio Hits | TopHit Top YouTube Hits | Примечания                 |
| ---- | --------------------------------------------------------------- | ------------------------------- | --------------------- | ----------------------- | -------------------------- |
| 2017 | «Не нужны мне слова»                                            | —                               | —                     | —                       | цифровой сингл             |
| 2018 | «Ego»                                                           |                                 |                       |                         | цифровой сингл             |
| 2018 | «Я люблю тебя»                                                  | —                               | —                     | —                       | цифровой сингл             |
| 2018 | «Апрель» (feat. Интакто)                                        |                                 |                       |                         | цифровой сингл             |
| 2018 | «Было бы лето»                                                  |                                 |                       |                         | цифровой сингл             |
| 2018 | «Детство»                                                       | 54                              | 861                   | 13                      | цифровой сингл             |
| 2018 | «Детство» (feat. Melali Beats)                                  |                                 |                       |                         | цифровой сингл             |
| 2019 | «Из-за тебя»                                                    |                                 |                       |                         | цифровой сингл             |
| 2019 | «OLA» (feat. Никита N.B)                                        |                                 |                       |                         | цифровой сингл             |
| 2019 | «Это ли счастье?»                                               |                                 |                       |                         | цифровой сингл             |
| 2019 | «Между строк» (feat. Octavian)                                  |                                 |                       |                         | цифровой сингл             |
| 2019 | «Моя»                                                           |                                 |                       |                         | цифровой сингл             |
| 2019 | «Скандалы»                                                      |                                 |                       |                         | цифровой сингл             |
| 2019 | «Я люблю тебя давно»                                            |                                 |                       |                         | цифровой сингл             |
| 2019 | «Колыбельная»                                                   |                                 |                       |                         | цифровой сингл             |
| 2020 | «Australia»                                                     |                                 |                       |                         | цифровой сингл             |
| 2020 | «Wonderful»                                                     |                                 |                       |                         | цифровой сингл             |
| 2020 | «Деньги и счастье»                                              |                                 |                       |                         | цифровой сингл             |
| 2020 | «Закат и рассвет»                                               |                                 |                       |                         | цифровой сингл             |
| 2020 | «Если тебе будет грустно» (feat. Niletto)                       |                                 |                       |                         | цифровой сингл             |
| 2020 | «Угадай где я?» (кавера на песни Дани Милохина и Артура Бабича) |                                 |                       |                         | цифровой сингл             |
| 2020 | «Запомни I love you» (feat. Shami)                              |                                 |                       |                         | цифровой сингл             |
| 2020 | «Тебя нет со мной» (feat. Toxi$)                                |                                 |                       |                         | цифровой сингл             |
| 2021 | «Школа березка»                                                 |                                 |                       |                         | цифровой сингл             |
| 2021 | «Засыпай спокойно, Страна» (feat. Bahh Tee)                     |                                 |                       |                         | цифровой сингл             |
| 2021 | «Can't Buy Me Loving / La La La»                                |                                 |                       |                         | цифровой сингл             |
| 2021 | «Ramadan»                                                       |                                 |                       |                         | цифровой сингл             |
| 2021 | «Унесённые ветрами»                                             |                                 |                       |                         | цифровой сингл             |
| 2021 | «Там, где мы с тобой»                                           |                                 |                       |                         | цифровой сингл             |
| 2022 | «Rubicon»                                                       |                                 |                       |                         | цифровой сингл             |
| 2022 | «LUV»                                                           |                                 |                       |                         | цифровой сингл             |
| 2022 | «17» (feat. Джарахов)                                           |                                 |                       |                         | цифровой сингл             |
| 2022 | «Супергерой» (feat. Bahh Tee)                                   |                                 |                       |                         | цифровой сингл             |
| 2022 | «Alone Again»                                                   |                                 |                       |                         | Alone Again - макси-синглы |
| 2022 | «проспекты лифты города»                                        |                                 |                       |                         | Alone Again - макси-синглы |
| 2022 | «я вернусь»                                                     |                                 |                       |                         | Alone Again - макси-синглы |
| 2022 | «Memories»                                                      |                                 |                       |                         | цифровой сингл             |
| 2022 | «Animal»                                                        |                                 |                       |                         | цифровой сингл             |

## Видеография
| Год  | Название                                        | Альбом              |
| ---- | ----------------------------------------------- | ------------------- |
| 2015 | «Love remained yesterday»                       | Внеальбомные синглы |
| 2016 | «Не нужны мне слова»                            | Внеальбомные синглы |
| 2016 | «You and me alone»                              | Внеальбомные синглы |
| 2018 | «Я люблю тебя»                                  | «Я люблю тебя»      |
| 2018 | «Солнце»                                        | «Я люблю тебя»      |
| 2019 | «Вечера»                                        | «Я люблю тебя»      |
| 2019 | «Детство»                                       | «Я люблю тебя»      |
| 2020 | «Колыбельная»                                   | Внеальбомные синглы |
| 2020 | «Угадай где я?» (mood video)                    | Внеальбомные синглы |
| 2020 | «Запомни I love you» (feat. Shami) (mood video) | Внеальбомные синглы |
| 2020 | «Если тебе будет грустно» (feat. Niletto)       | Внеальбомные синглы |
| 2021 | «Школа березка»                                 | Внеальбомные синглы |
| 2021 | «Can't buy me loving / La La La»                | Внеальбомные синглы |
| 2022 | «Animal» (Mood Video)                           | Внеальбомные синглы |

## Годовые чарты
| Песня                   | Чарт (2018)                        | Место | Ист.   |
| ----------------------- | ---------------------------------- | ----- | ------ |
| Rauf & Faik — «Детство» | TopHit YouTube – Top Year-End Hits | 169   | [ 27 ] |